# مراسم تحلیف سیزدهمین دوره ریاست‌جمهوری در ایران
مراسم تحلیف رئیس‌جمهور منتخب سیزدهمین دوره انتخابات ریاست‌جمهوری بعدازظهر روز پنجشنبه ۱۴ مرداد ۱۴۰۰ در صحن علنی مجلس شورای اسلامی به ریاست محمدباقر قالیباف رئیس مجلس شورای اسلامی برگزار شد. این مراسم پس از نواخته شدن سرود ملی جمهوری اسلامی ایران رسماً آغاز شد. پس از آن رئیس مجلس شورای اسلامی با خوشامدگویی به مهمانان سخنانی را آغاز کرد. پس از آن غلامحسین محسنی اژه‌ای رئیس قوه قضائیه سخنرانی کرد. در ادامه رئیس‌جمهور برای انجام مراسم تحلیف و ادای سوگند به جایگاه رفت. مراسم تحلیف سید ابراهیم رئیسی به عنوان هشتمین رئیس‌ جمهوری اسلامی ایران که در ساعت ۱۷:۱۵ آغاز شده بود در ساعت ۱۸:۲۴به کار خود پایان داد.    